# Caio Vécio Cossínio Rufino
Caio Vécio Cossínio Rufino (em latim: Caius Vettius Cossinius Rufinus) foi um oficial romano do século IV, ativo durante o reinado dos imperadores Maximiano, Galério (r. 293–311), Maximino Daia (r. 305–313), Magêncio (r. 306–312), Constantino (r. 306–337) e Licínio (r. 308–324).

## Vida

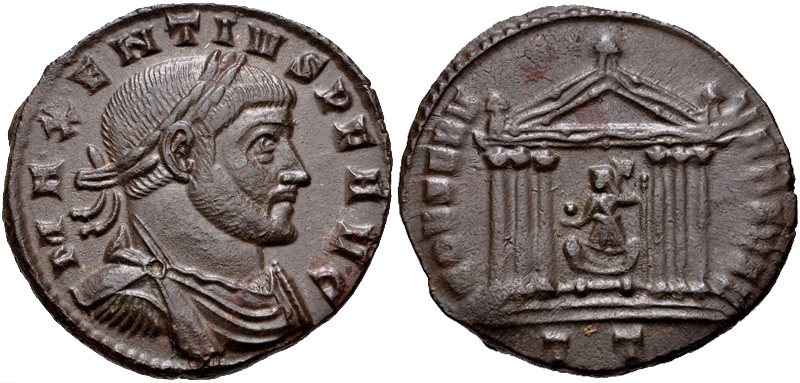
Fólis de Magêncio r.

Rufino era homem claríssimo e patrono de Atina, na Campânia, onde uma inscrição descrevendo sua carreira foi colocada. Em 306, foi nomeado procônsul da Acaia, mas a revolta de Magêncio em Roma impediu que ele assume o ofício, pois Magêncio não tinha jurisdição na Acaia. Entre 306 e 312, foi curador da via Flamínia e do rio Tibre e da Cloaca Máxima de Roma e então corretor da X Região Venécia e Ístria, a província criada por Diocleciano que englobava Túscia, Úmbria e Campânia.
Esperando ganhar apoio do senado, Constantino honra Rufino, apesar de ter apoiado Magêncio, nomeando-o conde augustal (dele e seu colega Licínio). Em 315/316, deixa de ser sálio palatino, mas ainda é pontífice de Sol Invicto e áugure. Entre 20 de agosto de 315 e 4 de agosto de 316, ocupa a posição de prefeito urbano de Roma. Constantino então enviou Rufino para o Oriente sob a autoridade de Licínio. Em 316, Rufino torna-se cônsul posterior com Antônio Cecina Sabino.